# Stazione di Monte Amiata
La stazione di Monte Amiata è una fermata ferroviaria della linea Asciano-Monte Antico. Si trova nel comune di Montalcino, a ridosso della piccola frazione di Monte Amiata Scalo e nei pressi del paese di Castelnuovo dell'Abate e dell'Abbazia di Sant'Antimo.

## Storia
La stazione aprì il 1872, anno in cui venne ultimato il collegamento tra questa stazione e Montepescali, sulla linea Tirrenica in direzione di Grosseto.
Dal punto di vista del servizio passeggeri e merci fu chiusa il 27 settembre 1994 assieme alla linea Asciano–Monte Antico.
In seguito, la linea è impiegata come dal servizio turistico del Trenonatura, prima grazie all'associazione FVO - Ferrovia Val D'Orcia, dal 2011 ad opera dell'associazione Terre di Siena.

## Strutture ed impianti
Il fabbricato della stazione presenta una imponente struttura su tre piani con il piano terra adibito alla sala di aspetto, agli uffici del movimento ed un bar, ormai chiuso da molti anni.
Il piano della stazione è dotato di binario di incrocio, un ampio piazzale merci con relativo magazzino a lato del fabbricato, un elevato numero di tronchini, una pesa a ponte e due cisterne per l'acqua con relative colonne atte a far rifornimento alle locomotive.
Fino al marzo 2009, quando il passaggio a livello è stato standardizzato e automatizzato, era presente l'apparato di manovra ad esso adiacente e i segnali di protezione ad ala con funzionamento ad arganello e trasmissione a filo.

## Movimento
Negli anni di fine Ottocento e ad inizio Novecento, l'impianto era utilizzato per il trasporto di merci grazie alla presenza delle miniere presenti sulle montagne vicine. Dalla seconda metà del ventesimo secolo iniziò il graduale declino di questo tipo di traffici.